# Мяр'ямаа (волость)
Мяр'ямаа (ест. Märjamaa vald) — волость в Естонії, у складі повіту Рапламаа. Волосна адміністрація розташована в міському селищі Мяр'ямаа.

## Розташування
Площа волості — 871,62 км², чисельність населення станом на 1 жовтня 2014 становить 6726 осіб.
Адміністративний центр волості — селище міського типу (ест. alev)) Мяр'ямаа. Крім того, на території волості знаходяться ще 82 села: Алакюла (Alaküla), Алткюла (Altküla), Аравере (Aravere), Арукюла (Aruküla), Наімре (Haimre), Нііетсе (Hiietse), Інда (Inda), Йаанівескі (Jaaniveski), Йиеяяре (Jõeääre), Кябікюла (Käbiküla), Кагувере (Kaguvere), Кангру (Kangru), Кяріселйа (Käriselja), Касті (Kasti), Кесккюла (Keskküla), Кііласпере (Kiilaspere), Кілгі (Kilgi), Кірна (Kirna), Кохату (Kohatu), Кохтру (Kohtru), Колута (Koluta), Конувере (Konuvere), Киртсуотса (Kõrtsuotsa), Кунсу (Kunsu), Лаукна (Laukna), Леевре (Leevre), Лестіма (Lestima), Локута (Lokuta), Лоодна (Loodna), Луісте (Luiste), Люманду (Lümandu), Маідла (Maidla), Мялісте (Mäliste), Männiku, Metsaääre, Metsküla, Mõisamaa, Moka, Mõraste, Nääri, Naistevalla, Napanurga, Nõmmeotsa, Nurme, Nurtu-Nõlva, Ohukotsu, Ojaäärse, Orgita, Päädeva, Paaduotsa, Paeküla, Paisumaa, Pajaka, Põlli, Purga, Rangu, Rassiotsa, Ringuta, Risu-Suurküla, Russalu, Sipa, Sõmeru, Sooniste, Soosalu, Sõtke, Sulu, Suurküla, Teenuse, Tolli, Ülejõe, Urevere, Vaimõisa, Valgu, Vanamõisa, Vana-Nurtu, Varbola, Velise, Velisemõisa, Velise-Nõlva, Veski, Vilta, Võeva.